# Angelsachsen

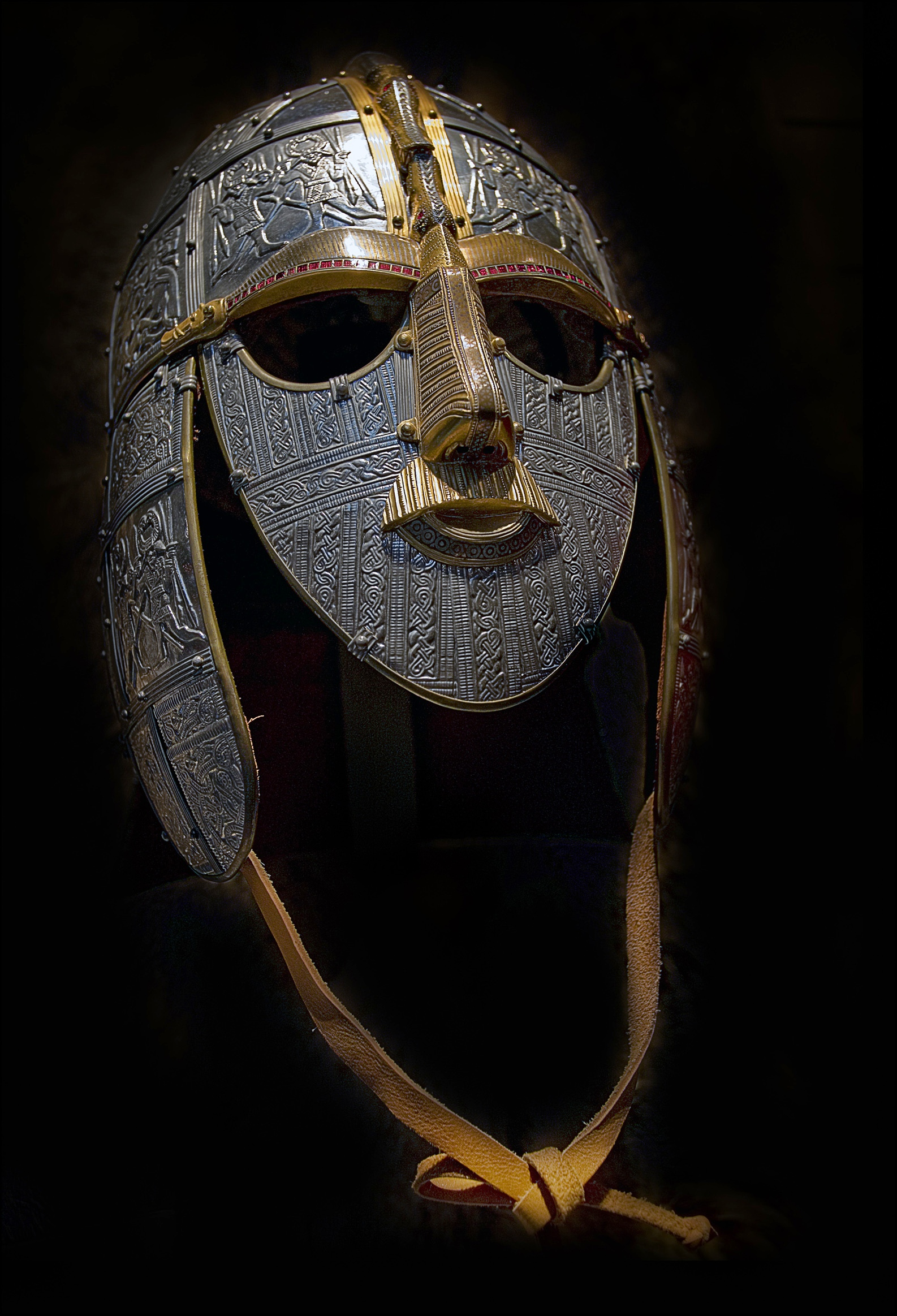
Helm (Rekonstruktion) eines Fürsten (vermutlich König Rædwald) aus Sutton Hoo (British Museum). Der Helm basiert zwar auf dem Spangenhelm, ähnelt aber den Helmen aus der Vendelzeit in Schweden.

Die Angelsachsen waren ein germanisches Sammelvolk, das ab dem 5. Jahrhundert Großbritannien besiedelte und zunehmend beherrschte. Ab der Mitte des 6. Jahrhunderts war die angelsächsische Kultur auf der Insel bereits dominant, da die römisch-keltische bzw. romano-britische Bevölkerung teils verdrängt und teils assimiliert worden war. Als angelsächsische Periode wird die Zeit britischer Geschichte von etwa 450 bis 1066 angesehen, als schließlich die Normannen das Land eroberten.
Das Sammelvolk der Angelsachsen bestand hauptsächlich aus Sachsen und Angeln. Als Verband treten diese Stämme mit aus Jüten, Friesen und Niederfranken bestehenden Gruppen ab dem 5. Jahrhundert auf. Zur Ethnogenese der Angelsachsen kam es, als sie nach ihrer Einwanderung von Teilen der keltisch-romanischen Vorbevölkerung Britanniens aufgenommen wurden.
Aus diesem Völkerverband bildete sich zunächst eine angelsächsische Kultur heraus. Später, ergänzt um Skandinavier, Dänen und im 11. Jahrhundert frankophone Normannen, formierte sich im Laufe der Zeit und der Entwicklungen im Hochmittelalter eine kulturell-ethnische Konstellation, die später als englische Nation und Kultur interpretiert wurde. Das Angelsächsische hat seine wesentlichen sprachlichen Wurzeln in der altsächsischen Sprache. Trotz 1500-jähriger unterschiedlicher Entwicklung finden sich noch viele Gemeinsamkeiten zwischen der englischen und der niedersächsischen Sprache.
Oft wird der Begriff im übertragenen Sinn in Bezug auf die Bewohner der Britischen Inseln und auf die englischsprachigen Völker in Nordamerika und Ozeanien (US-Amerikaner, Kanadier, Australier, Neuseeländer) genutzt.

## Herkunft der Angelsachsen

### Angeln und Sachsen

Stammesverteilung der Germanen um 50 n. Chr.

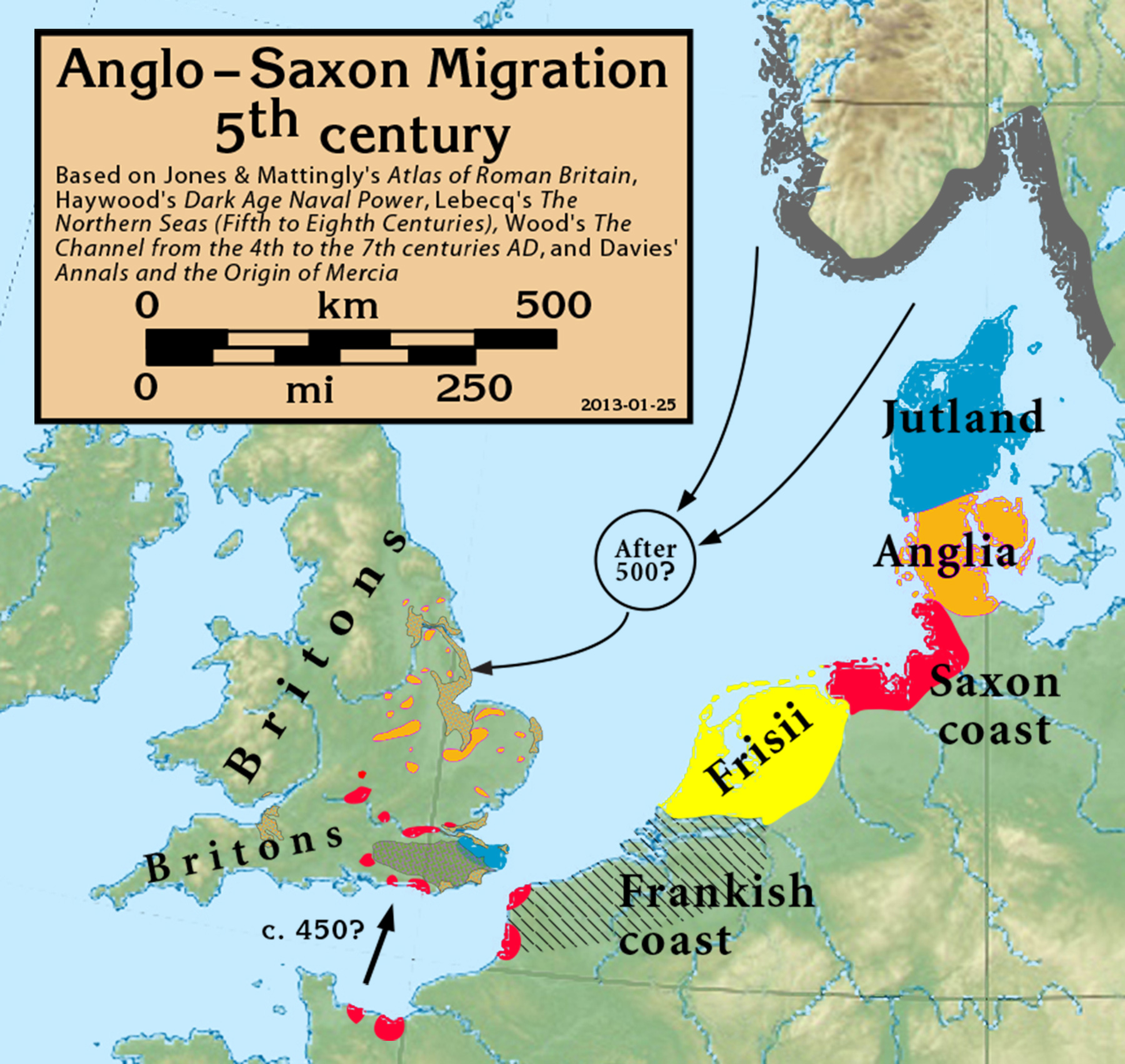
Herkunft der Angelsachsen - 5. Jh.

Die Angelsachsen sind im Wesentlichen die Nachkommen zweier kontinentalgermanischer Stämme: Die Angeln wurden schon während der hohen römischen Kaiserzeit bei Tacitus 98 n. Chr. als Anglii und später bei Claudius Ptolemäus (2. Jahrhundert) als Angeiloi (Ἄγγειλοι) schriftlich erwähnt und siedelten wohl im Nordosten des heutigen Landes Schleswig-Holstein, wo es noch die Landschaft Angeln gibt. Die Angeln werden von Tacitus in dessen Beschreibung der historisch-geografischen Verhältnisse Nordgermaniens mit anderen Stämmen zusammen aufgezählt. Stämme, die auf den dänischen Inseln, an der Ostseeküste und an der unteren Elbe zu lokalisieren sind und zusammen eine nördliche politisch-kultische Gruppe im Suebenverband bildeten, bei Ptolemaios eben als Suēboi Angeiloi (Συήβοι Ἄγγειλοι).
Die antiken Sachsen sind nicht zu verwechseln mit den späteren Sachsen des Hochmittelalters und den Bewohnern des heutigen Freistaates Sachsen. Vielmehr handelt es sich um die Vorläufer des späteren Stammesherzogtums Sachsen (Altsachsen), welches im Gebiet des heutigen Niedersachsen sowie in Holstein, Westfalen und Ostfalen angesiedelt war. Die Altsachsen der beginnenden Völkerwanderungszeit waren sprachlich und in ihrer materiellen Kultur sehr viel enger mit den Friesen verwandt. Tacitus erwähnt in seiner Germania die Sachsen nicht, aber er zählt den Stamm der Chauken auf, die an der unterelbischen Nordseeküste siedelten und die auch Plinius der Ältere kennt, während Ptolemaios die eigentlichen Sachsen (Saxones, gr. Σάξονες) „… im Nacken der kimbrischen Halbinsel“ (wohl das heutige Holstein) lokalisiert. Im 3. Jahrhundert war die Vereinigung beider Völker zum nun größeren Stammesverband der Sachsen vollzogen. Der Wandel beschleunigte sich mit der Vereinigung zum großen sächsischen Stammes- und Volksverband mit der Assimilierung kleiner Stämme und Überresten einstiger bedeutender Stämme wie der Cherusker im 3./4. Jahrhundert. Die sächsischen Gruppen, die später einen Teil der Angelsachsen bildeten, trennten sich bereits vor der Bildung des Großvolks der frühmittelalterlichen Sachsen durch die Übersiedlung nach Britannien ab.
Angeln und Sachsen waren wahrscheinlich eng miteinander verwandt, da sie der gleichen kontinentalgermanischen Kultgruppe der Ingwäonen angehörten oder entstammten, trotz bestehender kultureller Unterschiede wie unter anderem bei den Bestattungsriten. Der genaue Verlauf der angelsächsischen Ethnogenese ist wie bei allen gentes der spätantiken Völkerwanderungszeit umstritten. Dies gilt für die Frage, wie und ob materielle Kultur und Ethnizität zusammenhängen.

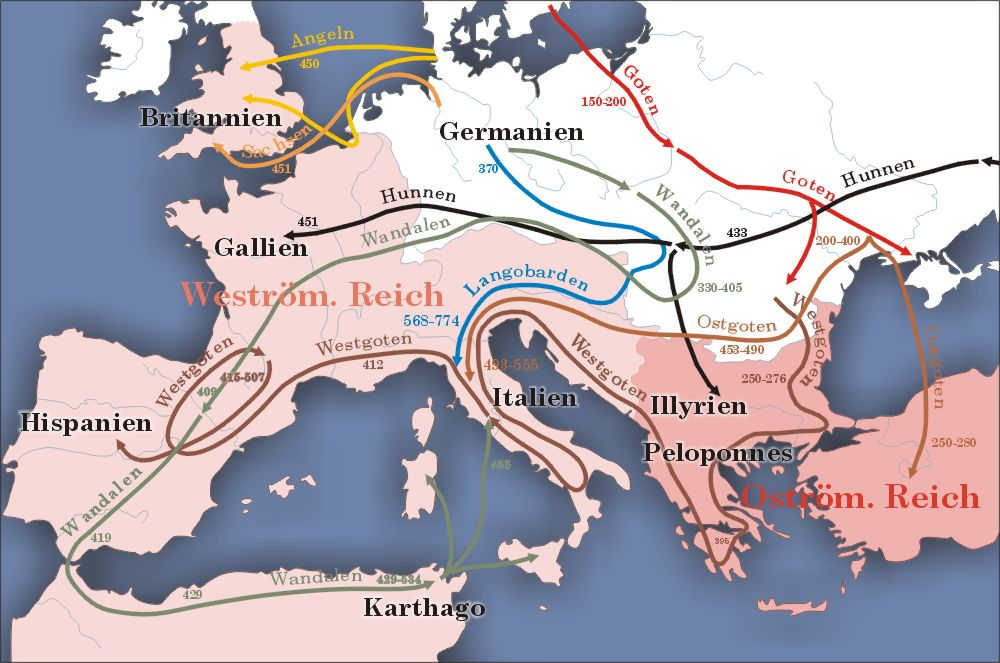
Die traditionelle Rekonstruktion der germanischen „Völkerwanderung“

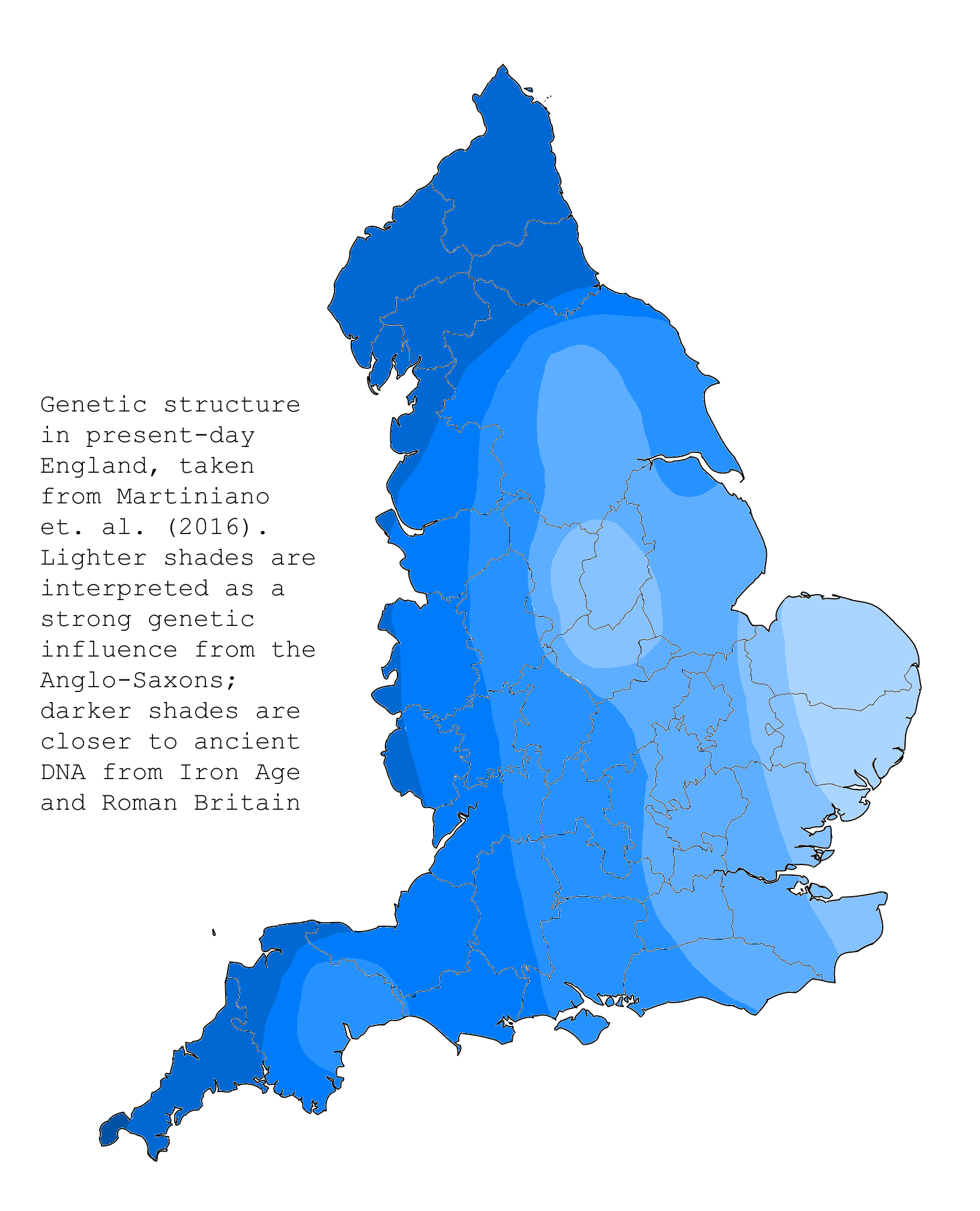
Genetische Strukturen 2016

Die Stammesgruppen der Jüten waren zur damaligen Zeit von der Sprache und vom Kult her offenbar den westgermanischen Stämmen zugehörig. Die heutigen Jüten, auf Dänisch Jyder, sind hingegen wohl nordgermanischen Ursprungs und mit diesen Jüten nicht zu verwechseln. Die Friesen sind aus ihrer angestammten Heimat wohl nur mit Kleinstgruppen an der Bildung der Angelsachsen beteiligt gewesen. Besonders die Ortsnamenforschung hat Siedlungsräume dieser friesischen Siedlergruppen fixiert. Der spätantike Historiker Prokop (6. Jahrhundert) erwähnt die Friesen in seinem Werk über die Gotenkriege Justinians und nennt sie Φρίσσονες (Frissones).
Ein fränkischer Anteil wird nur vermutet, unter anderem auf Basis unsicherer Ableitungen von Ortsnamen und der Analyse altenglischer Literatur und daran festgemachter Indizien – z. B. im Beowulf-Epos. Diese fränkischen Siedler kamen aber vermutlich erst mit der letzten Einwanderungswelle gegen Ende des 5. Jahrhunderts auf die britische Insel.

### Der Name

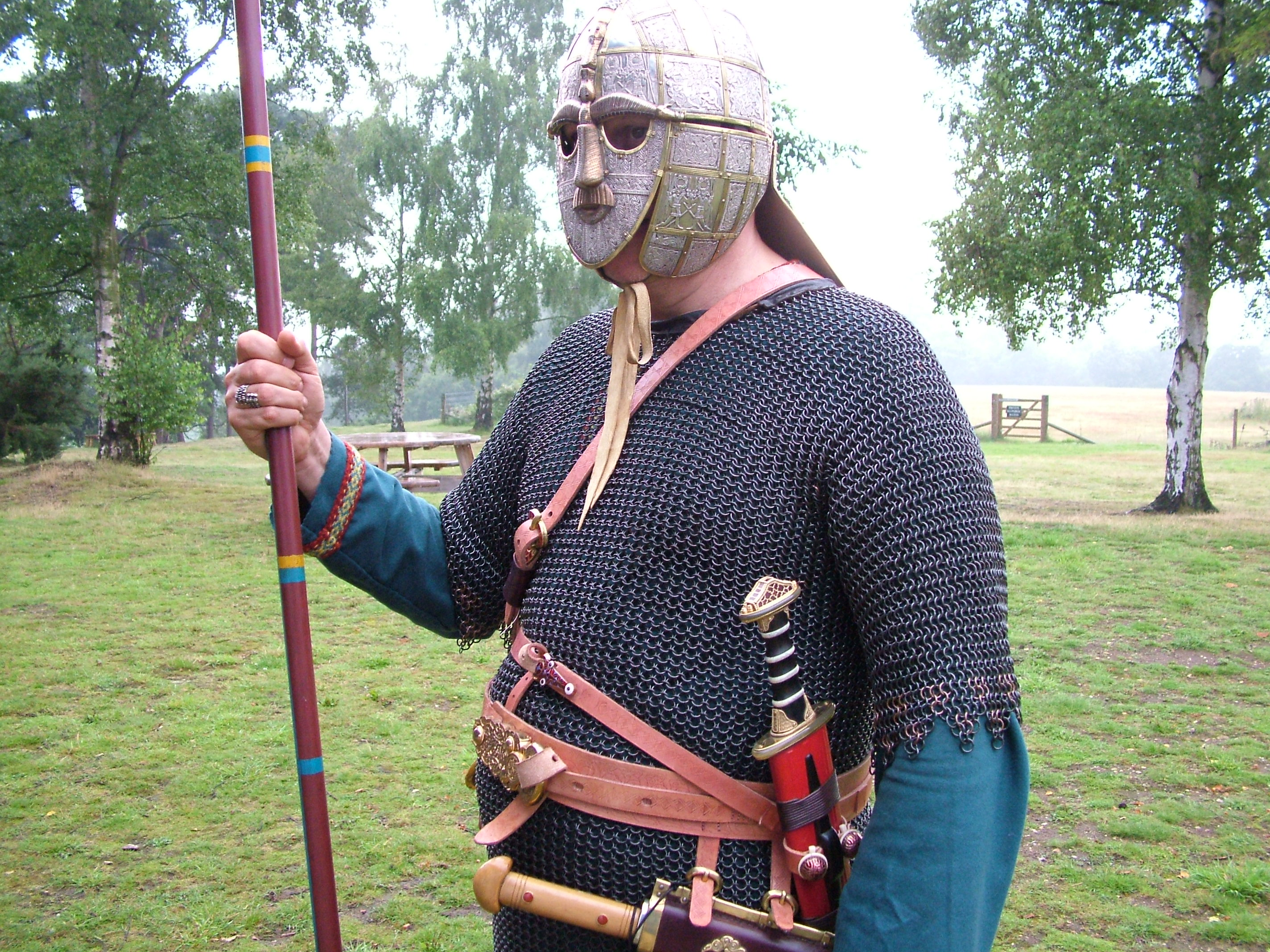
Reenactor als angelsächsischer Krieger des frühen 7. Jahrhunderts

Die Herkunft und die Entwicklung hin zur Namensbildung Angelsachsen ist heute nicht mehr nachvollziehbar; dennoch lassen die vorhandenen Quellen Rückschlüsse zu, die daraus abgeleitete Annahmen plausibel machen. Grundsätzlich scheint bei den Kolonisten, besonders bei den Jüten und Angeln, die Bindung zu den kontinentalen Verwandten recht schnell Lockerungen unterworfen gewesen zu sein, bis hin zum Abbruch.
Beda Venerabilis (gest. 735), ein bedeutender angelsächsischer Gelehrter, lokalisierte die Jüten nach der Wanderung in Kent und gab sie in der Namensform Iutae wieder, die nicht aus heimischer altenglischer Überlieferung stammt. Die altenglische Form wäre *Eotas (vgl. Eotenas, bezeugt in Beowulf, Zeilen 1068–1159), wobei diese aber nirgends überliefert ist. Beda kannte also den korrekten Namen nicht mehr. Um 700 dürften nur noch schwache Erinnerungen an den Namen und die damit in Verbindung stehende „Urheimat“ existiert haben. Alfred der Große gab in seiner Übersetzung von Bedas Kirchengeschichte dann Iutae mit Gēatas wieder, dem Namen der Gauten aus Schweden.
Die häufige altenglische Form Ongle für Angle gab Alfred statt mit der korrekten Form Angli mit dem Namen der Landschaft wieder, Angel. Auch er kannte somit selbst nicht mehr die Namen für die alten Stämme.
Die Sachsen in Britannien behielten dagegen Kontakte zum Festland im Zusammenhang mit der dominanten kontinentalen Ausbreitung des Stammesverbandes. Die Sachsen der Insel nannten zur Unterscheidung des englischen Zweigs diese Eald-seaxan, Altsachsen.
Beda war nicht mehr klar, dass Angeln und Sachsen unterschiedliche Stämme waren. Er bezeichnete sie als Angli sive (vel) Saxones, als seien sie ein und dieselben unter verschiedenen Namen. Alfred berichtigte Beda hierin durch ein ond beziehungsweise durch ein „oder“. Bedas Grundlage für seine Wiedergaben und Annahmen mögen tradierte Sprüche und Merkreime in der Form des Stabreims gewesen sein.

„of Englum ond Eotum (Iutum) ond of Ealdseaxum“

„von den Angeln und den Jüten und den Altsachsen stammen die Angelsachsen“

Dieser Typus eines Dreiklangs passt zu dem alten Muster germanischer Abstammungssagen wie der Stammbaum des Mannus in Tacitus’ Germania, Kapitel 2.
Der Name der Angeln dominierte schließlich den der Sachsen als vereinheitlichter Name für alle Germanen auf der britischen Insel, vielleicht zur besseren Unterscheidung von den kontinentalen Sachsen (denn jene Angeln, die nicht nach Britannien gezogen waren, waren von anderen Stämmen assimiliert worden, so dass keine Verwechslungsgefahr bestand). Die angelsächsischen Könige nannten sich rex Anglorum, oder rex Anglorum Saxonum. Papst Gregor I. nannte den König Æthelberht von Kent – selbst jütischer Abstammung – in einem Brief von 601 rex Anglorum. Um 1000 verdrängte der aus dem altnordischen und von den Wikingern eingeführte Begriff für Land und Volk, Englar und Englaland dann die älteren einheimischen Bezeichnungen wie unter anderem Āngelþeod („Angelvolk“). Diese neue Form tritt sowohl in den altnordischen Texten als auch in den angelsächsischen auf und führte schließlich zur Herausbildung der Kurzform England.
Die romanisierten Kelten haben die eindringenden Germanen dagegen insgesamt nach den Sachsen benannt, kymrisch Sais („Engländer“) für die Menschen und saesneg für die Sprache. Die lateinischen Schreiber des Kontinents haben anfänglich die Begriffe Saxones und lingua Saxonica verwendet.
Ein Hauptgrund für die Durchsetzung des Angelnamens mag ein politisch-kulturelles Übergewicht der Angeln in den ersten Jahrhunderten gewesen sein. Um Missverständnissen aus dem Weg zu gehen, wurde durch die Außenwahrnehmung sehr früh der Begriff Angelsachsen gebildet – bei Beda noch nicht direkt und klar, bei Paulus Diaconus um 775 Angli Saxones in der Bedeutung von „die englischen Sachsen“, um eine Unterscheidung zu den festländischen Sachsen darzustellen. Letztlich ist die Bildung des Namens Angelsachsen ein Produkt aus mehreren zusammenfließenden Faktoren: Zum einen ist es eine gelehrte lateinische Form, sodann eine Folge des Verlustes der angestammten kontinentalen Wurzeln, und schließlich haben auch das Vergessen der ursprünglich klaren Stammesidentität und die Außenwahrnehmung noch Anteil daran.

## Anfänge bis zur Besiedlung der britischen Insel

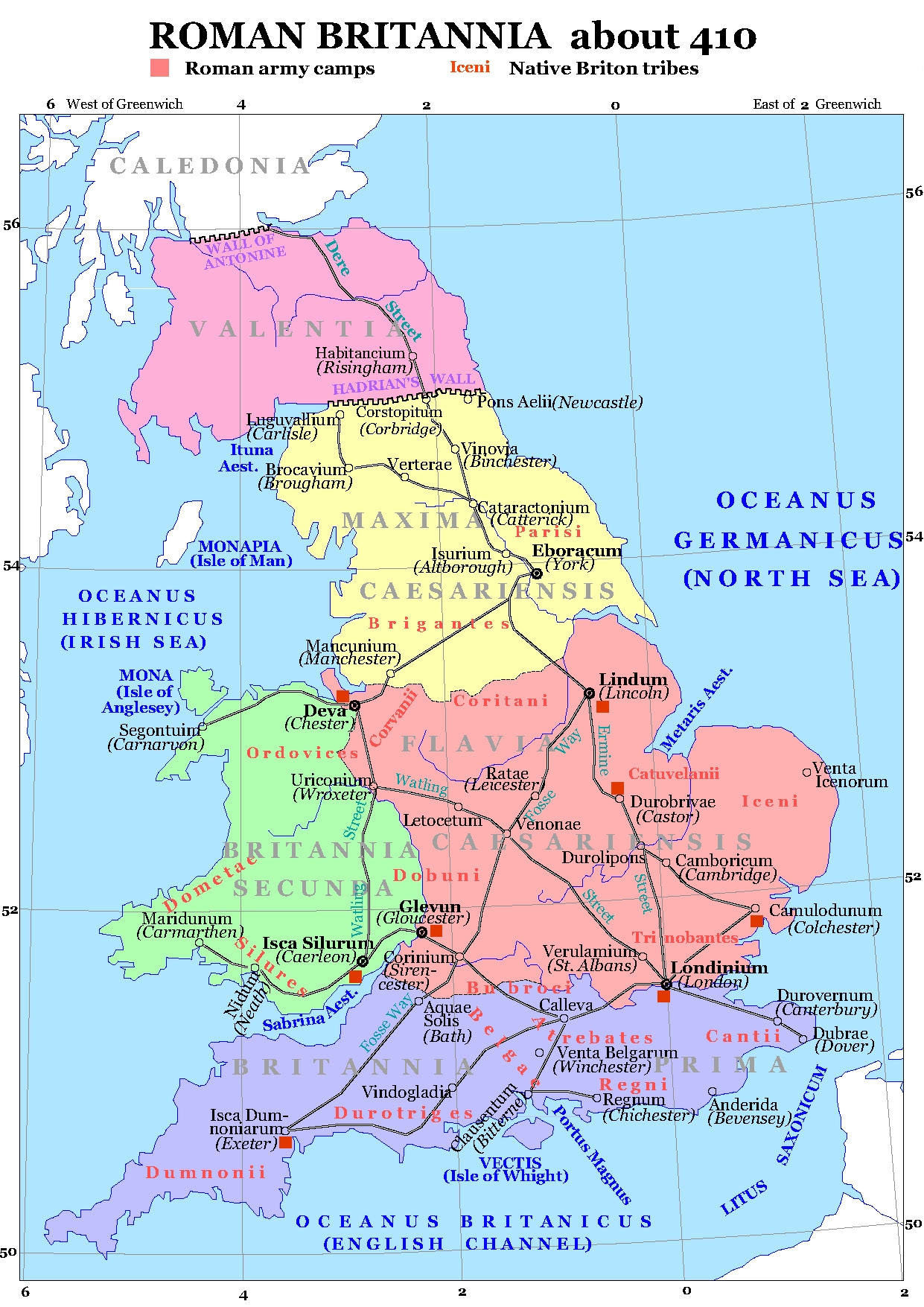
Das römische Britannien um das Jahr 410 n. Chr.

Erste kriegerische Invasionen von sächsischen Gruppen ins römische Britannien fanden nachweislich in der zweiten Hälfte des 3. Jahrhunderts statt. Sächsische Gefolgschaften (neben fränkischen Gruppen) auf Beutezug und Piraten landeten auf beiden Seiten der Kanalküste (siehe auch Sachsenküste). Einfälle von iro-schottischen Stämmen zwangen die römische Militärverwaltung zur Reform der militärischen Infrastruktur, des Verteidigungs- und Befestigungswesens. Das führte nach Ansicht vieler Forscher unter anderem dazu, dass Befehls- und strategische Verantwortlichkeiten auf sächsische Führer übertragen wurden; sie dienten demnach unter dem comes litoris Saxonici (Befehlshaber der sächsischen Küste) als Foederaten. Der Schluss liegt nahe, dass zumindest seit dem späten 4. Jahrhundert germanische Verteidiger in römischen Diensten samt ihren Familien in Südbritannien siedelten, also vor dem eigentlichen Hauptstrom der germanischen Besiedlung respektive Eroberung ab der Mitte des 5. Jahrhunderts. Diese siedelten südlich entlang der Themse im heutigen Großraum London, in Essex, Kent und waren an der Ostküste stationiert. Andere Forscher dagegen gehen davon aus, dass die „Sachsenküste“ der Abwehr sächsischer Angriffe diente und daher nicht mit sächsischen foederati besetzt gewesen sei, nehmen aber ebenfalls an, dass erste sächsische Söldner schon im späten 4. Jahrhundert in Britannien dienten.

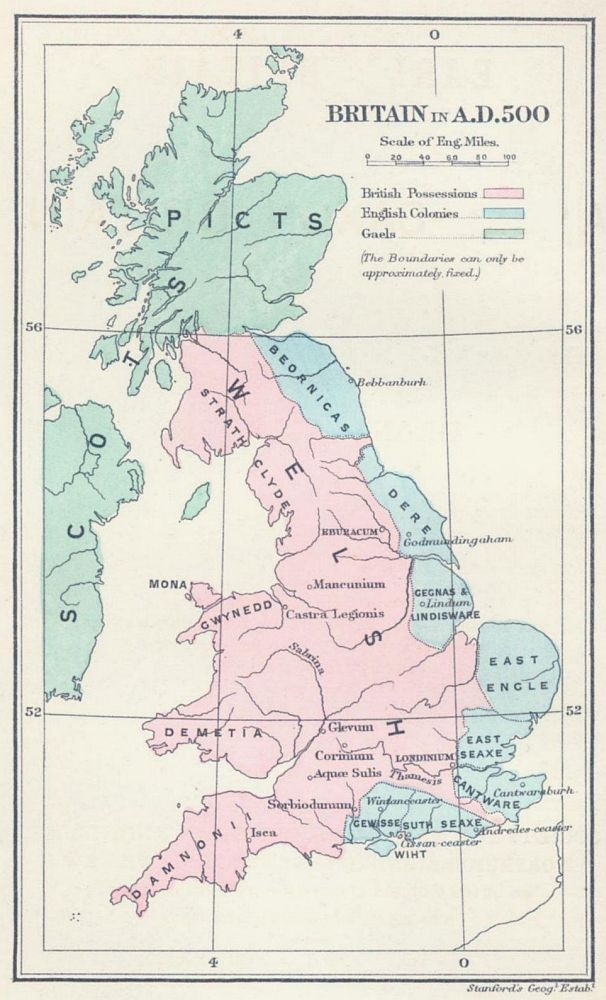
Britannien um 500 n. Chr. mit dem eroberten angelsächsischen südöstlichen Gebiet

Eskalierende Bürgerkriege im weströmischen Reich und der zeitweilige Zusammenbruch der römischen Rheingrenze im Jahre 406/407 n. Chr. durch den Rheinübergang einiger germanischer Kriegergruppen führten unter Kaiser Honorius (reg. 395–423) und dem Usurpator Konstantin III. (reg. 407–411) zum Abzug der meisten regulären römischen Truppen aus Britannien um das Jahr 407. Obwohl Honorius Britannien nicht aufgab, sah er sich gezwungen, die Insel weitgehend sich selbst zu überlassen. Das entstandene Machtvakuum und die ungeregelten politischen Verhältnisse boten idealen Raum und Möglichkeiten für eine Zuwanderung vom Festland.
Ab Beginn des 5. Jahrhunderts gab es offenbar zunehmend Übersiedlungen auf die britischen Inseln von der norddeutsch-niederrheinischen Tiefebene aus, die sich im Laufe der Zeit verstärkten und sich ab etwa 450 zum Hauptstrom der Auswanderung nach Britannien entwickelten, wobei das Ausmaß der Zuwanderung umstritten ist. Für den Zeitraum vom frühen 5. Jahrhundert bis in die Zeit um 600 liegen aber auch Quellen für die Vorgänge in Britannien vor. Als wahrscheinlichstes Szenario gilt (im Anschluss an den Bericht des Gildas), dass die römisch-keltische Zivilbevölkerung der Insel nach dem Abzug der kaiserlichen Truppen auf eigene Faust angelsächsische foederati anwarb, um ihr Land gegen Pikten und Skoten zu verteidigen. Vielleicht hat dabei der „Tyrann“ Vortigern eine Rolle gespielt, der gemäß späterer Tradition zwei (wohl nicht historische) sächsische Anführer namens Hengest und Horsa (‚Hengst‘ und ‚Pferd‘) ins Land gerufen haben soll. Um 440 scheint es dann zu einem Aufstand der sächsischen Söldner gekommen zu sein, die in der Folgezeit weiteren Zuzug vom Kontinent erhielten und die Romano-Kelten langsam zurückdrängten.
Die Briten hatten sehr lange unter römischem Kultureinfluss gelebt und wurden im 4. Jahrhundert allmählich Christen. Sie waren zwar vermutlich nicht in dem hohen Maße romanisiert wie die gallischen Kelten, und zudem gab es in Britannien große soziale und geografische Unterschiede in der Annahme der lateinischen Sprache und Zivilisation. Die Angeln und Sachsen aber stammten überwiegend aus Gebieten, die kaum von der römischen Zivilisation berührt worden waren. Die Briten waren für diese anlandenden Krieger demzufolge romanische Fremdvölker (altenglisch Wealh, neuhochdeutsch Welsch – daher der Name von Wales). Für viele christliche Romano-Briten wiederum waren die überwiegend heidnischen Angelsachsen Barbaren. Es kam zu einer teilweisen Verdrängung durch die vorrückenden Angelsachsen, aber auch einem freiwilligen Zurückweichen der keltischstämmigen Bevölkerung im Südosten. Es soll zu Blutbädern unter der römisch-britischen Stadtbevölkerung gekommen sein (unter anderem in Chester im Jahre 491), wenngleich es neueren Befunden zufolge wohl nicht zur massenhaften Vertreibung der Romano-Briten kam. Um 500 konnten die Romano-Briten unter Führung des Ambrosius Aurelianus den Vormarsch der germanischen Eroberer für einige Jahrzehnte stoppen, beispielsweise in der (nicht genau datierbaren oder lokalisierbaren) Schlacht von Mons Badonicus um 500. Diese Ereignisse sind vielleicht ein Ursprung der Artussage. Anschließend, so Gildas, stoppte die weitere angelsächsische Landnahme zunächst, doch war dies nur eine Atempause. Ein Teil von ihnen wich in die Bretagne aus oder zog sich in die Höhen- und Erdbefestigungen zurück (Wansdyke, Bokerley Dyke). Teile der Briten wurden versklavt (angelsächsisch Wealas), eine große Zahl scheint auch übergelaufen zu sein und die Sitten und Sprache der Eindringlinge übernommen zu haben. Nach der entscheidenden Schlacht von Deorham 577 wurden die Gebiete der kornischen und der walisischen Kelten durch die wieder vordringenden Angelsachsen aufgespalten. In Städten wie London, York und Lincoln blieb ein Teil der romano-keltischen Bevölkerung sesshaft, da die Angelsachsen diese Orte anfangs offenbar mieden. Die Orte wurden später von den Briten geräumt, die römischen Villen hingegen wurden von den nachrückenden Germanen kaum weitergenutzt.  Zwischen ca. 400 und ca. 600 regten sich in Orten wie Hamwic (Southampton) wieder die ersten Anzeichen urbanen Lebens und letztere zählte zu den ersten Städten im heutigen England, die keine römischen Wurzeln hatten.
Eine DNA-Untersuchung an 285 bestatteten Personen aus dem Zeitraum 450–1066 ergab, dass ein Muster an immer neuen Migrationsbewegungen über die Nordsee von der späten Römerzeit bis ins 11. Jahrhundert feststellbar ist. Die letzten größeren kontinentaleuropäischen Ankünfte im achten Jahrhundert gehen nahtlos in die Wikinger-Migration über. Während Männer lokaler und migrantischer Herkunft ähnlich bestattet wurden, wurden Frauen migrantischer Abstammung öfter mit Grabbeigaben bestattet als Indigene. Die zuwandernden Familien vermischten sich mit der damals in Großbritannien lebenden Bevölkerung – von Region zu Region und von Gemeinde zu Gemeinde jedoch in unterschiedlichem Maße. In Apple Down in West Sussex etwa wurden sie getrennt bestattet.
Im 8. Jahrhundert profilierte sich schließlich Mercia als Vormacht, König Offa von Mercia gilt manchen als erster König von England. Die mercische Vorherrschaft wurde jedoch im frühen 9. Jahrhundert durch Wessex gebrochen, das unter Egbert von Wessex zum mächtigsten angelsächsischen Reich aufstieg.

## Siedlungsgeschichte in England

Die angelsächsischen Königreiche und Stammesgebiete

Etwa 300 Jahre nachdem die Römer England verlassen hatten, schrieben angelsächsische Gelehrte wie Beda Venerabilis über die Einwanderung der Angeln und Sachsen nach England. Die Germanen besiedelten anfangs ein geschlossenes Gebiet, dessen Keimzelle ihnen mutmaßlich im Rahmen ihrer Anwerbung als foederati zugewiesen worden war. Neue genetische Untersuchungen zeigen, dass die frühmittelalterliche Zuwanderung enorm war. Die Bevölkerung in Ost- und Südengland dürfte zu etwa 75 Prozent aus Einwandern bestanden haben, deren Vorfahren aus Kontinentaleuropa stammten.
Nach linguistischen (unter anderem die Ortsnamenforschung) und archäologischen Befunden blieb nach dem Beginn der angelsächsischen Revolte nur ein geringer Rest der romanokeltischen Bevölkerung ansässig (andere Forscher erklären das Verschwinden römisch-keltischer Gräber hingegen damit, dass sich die Vorbevölkerung schnell assimiliert habe). Als Einfallstore gelten die Themse, der Humber, der Wash und entlang der alten Römerstraße der Icknield-Way.
Am Anfang des 6. Jahrhunderts wurde das germanisch beherrschte Gebiet des Südostens durch die heutigen Grafschaften Hampshire, das östliche Berkshire, das südliche Buckinghamshire, das nordöstliche Bedfordshire und Huntingdonshire umgrenzt. Westlich dieser Linie lag keltisch besiedeltes Land, und die weitere Ausweitung der angelsächsischen Machtsphäre auf jene westlichen und in der Folge auf weitere Gebiete bezog dann die keltische Bevölkerung in die sich herausbildenden germanischen Staaten oder angelsächsischen Königreiche mit ein.
Grundsätzlich gilt, dass das Ausmaß der angelsächsischen Einwanderung in Britannien unklar ist, zumal die Interpretation des archäologischen Befundes, wie erwähnt, umstritten ist. Fest steht, dass in Britannien noch im 6. Jahrhundert lateinische Inschriften gesetzt wurden.

### Angelsächsische Stämme
Nach Beda siedelten die gentes ethnisch getrennt. Die Angeln ließen sich primär nördlich der Themse in East Anglia, dem Gebiet der Mittelangeln, Mercia und an der Ostküste bis südlich von Edinburgh nieder. Die Sachsen gründeten Essex, Wessex und Sussex im Tal der Themse und südlich bis zum Ärmelkanal. Die Jüten siedelten vornehmlich in Kent und auf der Insel Wight. Diese strikte ethnische Aufteilung ist aber umstritten, da man eher von einer ethnisch vermischten Siedlung bzw. Eroberung unter Führung von Gefolgschaften ausgehen muss und dies dem germanischen Brauch und Vorgehen eher entspricht.

### Siedlungswesen und -formen

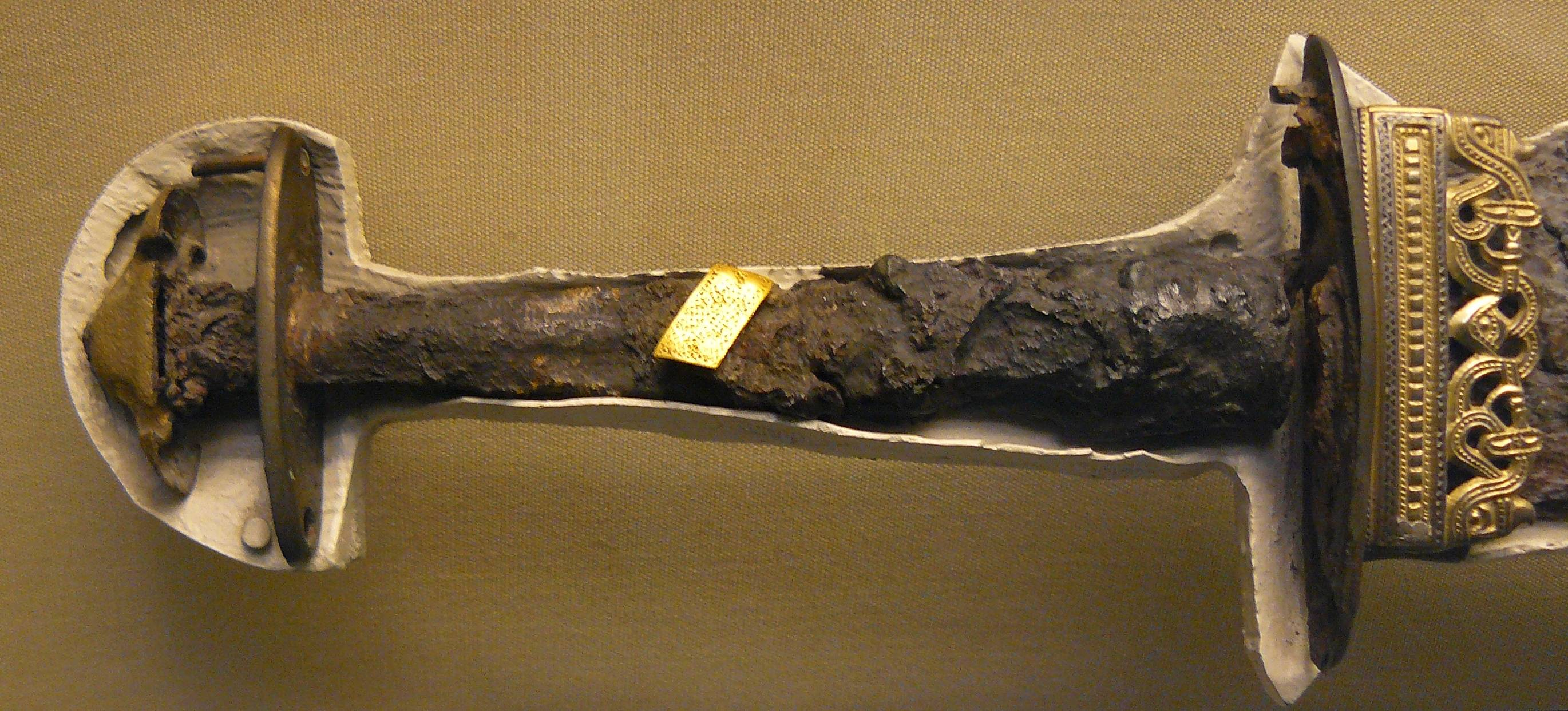
Griff einer Spatha (6. Jh.) aus einem angelsächsischen Grab aus Chessel Down (Insel Wight)

Ähnlich wie am Rhein übernahmen die Neuankömmlinge offenbar nur selten die römischen Siedlungsformen. In ihren Gebieten waren die Germanen aus den oben geschilderten Umständen auf eine eher mobile Siedlungsweise in Siedlungen von weilerartigem Typus angewiesen. In diesen Siedlungen herrschten von der Art und Anzahl her das Grubenhaus und das Hallenhaus vor. Die Grubenhäuser dienten vermutlich mehrheitlich als Lagerräume oder als Webhäuser und seltener als Wohnraum. Zu den größten Siedlungen des 4. bis 5. Jahrhunderts gehört der Fundort Mucking in Essex mit 200 Grubenhäusern und 30 Hallenhäusern. Die „mobile“ Anlage der Gebäude zeigt sich besonders daran, dass die repräsentativeren als Pfostenbauten errichteten Hallenhäuser von der Größe nicht mit den kontinentalen sächsisch-niedergermanischen Wohnstallhäusern vergleichbar sind. Diese anfänglichen Siedlungen, die später zum Teil städtisches Wesen erlangten (wie z. B. Hamwic), wurden oft neben alten zerstörten und verödeten Römerstädten angelegt.
Die Landwirtschaft wurde in derselben Weise wie auf dem Kontinent betrieben, archäologisch nachgewiesen ist der Anbau von Gerste, Hafer und Flachs sowie Waid als Grundstoff für das Färben von Leinen und anderen Bekleidungsstoffen. Die Viehhaltung umfasste Schweine, Schafe und Rinder sowie Pferde, Ziegen und Haushühner. Katzen und Hunde wurden als zusätzliche Haustiere gehalten. Die Feldarbeit wurde durch einscharige Pflüge bestellt, geerntet wurde mit Sicheln, Hippen und Sensen.
Aus dem 5. Jahrhundert sind zahlreiche Keramiken gefunden worden, die reichhaltig an ornamentalen Verzierungen sind, aber ohne Nutzung einer Töpferscheibe hergestellt wurden. Bedeutend ist hierbei die auf einem Standfuß stehende Buckelkeramik. Diese Form fand besonders in den Midlands und im Themsegebiet die größte Verbreitung und wird in der Regel den Sachsen zugewiesen. Die sich unterscheidenden regional eingeschränkten Keramikformen den jeweiligen Teilvölkern wie den Angeln und Jüten und deren Siedlungsräume zuzuweisen, ist nur bedingt möglich. Nachweisbar ist aber ein reger Austausch und enge Beziehungen mit dem Festland anhand der Gefäßformen in Ostengland und aus dem Elbe-Weser-Gebiet des 5. Jahrhunderts. Anglische Formen finden sich hingegen im nordöstlichen England.
Die an den Keramiken erkennbaren regionalen Unterschiede setzten sich in der Kleidung und kunsthandwerklichem Schmuck fort, besonders die deutliche Stilisierung der Kleidung als Tracht durch die unterschiedliche Verwendung und Anzahl der verwendeten Fibeln. Im nördlichen anglischen Bereich wurde eine „Drei-Fibel-Tracht“ getragen, gegenüber einer „Zwei-Fibel-Tracht“ im südlichen sächsischen Siedlungsgebiet. Die daraus abgeleitete Grenze, die sogenannte Anglo-Saxon-Line, die grob zwischen Angeln und Sachsen trennte, ist erst nach den Phasen der Landnahme anzusetzen. Erst die spätere kontrollierte Einnahme der Ländereien führte zu einer deutlich erkennbaren Trennung zwischen mehrheitlich sächsisch oder anglisch besiedelten Regionen.
Die Toten wurden im sächsischen Raum wie auf dem Festland unverbrannt in ihrer Tracht beigesetzt. In den anglischen Siedlungsräumen und auch in Wessex wurde teilweise die Totenverbrennung durchgeführt, und in Kent wurden die Toten in Hügelgräbern beigesetzt.

### Gesellschafts- und Staatshierarchie
Adel und Klerus sowie freie Bauern mit eigenem Landbesitz zählten zu den Freien (Ceoris), indigene (keltisch-romanische) Briten, niedere Bauern und Knechte zu den Unfreien (Theows; vgl. althochdeutsch: thionōn, „dienen“). Hohe Adelige und Geistliche bildeten den Rat der Weisen (Witenagemot). Dieser wählte den König, der politisches und militärisches Oberhaupt war. Meist wurde die Königswürde aber an den erstgeborenen Sohn weitergegeben. Der König erließ Gesetze, entschied Rechtsstreitigkeiten und erhob Steuern. Die Mitglieder der königlichen Gefolgschaft (Gesith von altenglisch sīþ, „Reise“) setzten sich aus Adeligen (Thegn/Thane) zusammen, die mindestens 240 Hektar Land besaßen. Diese mussten im Kriegsfall für den König ein bis zwei Monate im Jahr Milizen (Fyrd) ausheben. Daneben verfügte der König über eine eigene Armee (Huscarls).
Das angelsächsische Staatsgefüge wurde verwaltungsmäßig in Shires eingeteilt, dem ein Ealdorman aus dem Hochadel vorstand, höchster Verwaltungsbeamter eines Shire war der Sheriff.

### Wikingerzeit

Gebiet des Danelag (um 878)

Zu Beginn des 9. Jahrhunderts nahmen die gewaltsamen Einfälle und Raubzüge der Wikinger zu, die Epoche der Wikingerzeit in den angelsächsischen Reichen begann. Zunächst gelangen den Angelsachsen durchaus einige Abwehrerfolge, bevor die Intensität der Angriffe zunahm. Besonders verheerend waren die Folgen des großen Wikingereinfalls von 866 (Großes Heidnisches Heer). Im Norden Englands etablierten sich die Dänen im Danelag. Die angelsächsische Sprache wurde deshalb auch durch das Dänische beeinflusst.
Alfred der Große konnte die Wikinger im Jahr 878 zwar zurückschlagen und weite Teile des angelsächsischen Englands vereinen, die Wikingergefahr blieb aber auch in der Folgezeit bestehen. Dennoch stellt Alfreds Regierungszeit einen Höhepunkt der angelsächsischen Geschichte dar, in der es zu einer kulturellen Neuentfaltung kam. Die folgenden angelsächsischen Könige Englands mussten sich aber wieder mit äußeren Bedrohungen und inneren Konflikten beschäftigen. Im frühen 11. Jahrhundert beherrschte Knut der Große ein Nordseereich, zu dem auch England gehörte, wenngleich Knuts Reich nach seinem Tod wieder rasch zerfiel. Im Jahre 1066 wurde das Gebiet der Angelsachsen von den Normannen erobert. Gleichwohl hielten sich angelsächsische Kultur und Sprache noch längere Zeit, bis eine Vermischung mit der französischen Sprache der Normannen eintrat. Ein Beispiel für die Auseinandersetzung zwischen Angelsachsen und Normannen ist die Sagengestalt Robin Hood, der den Widerstand der Angelsachsen gegen die Normannenherrschaft symbolisierte.

## Kultur der Angelsachsen
Die Kulturfrage der Angelsachsen ist untrennbar verbunden mit der Entstehung des frühen, christlichen Englands. Durch den Primat des Christentums wurde die Staatsorganisation nach römischem Vorbild vom Adel, wie vergleichbar zuvor bei den merowingischen Franken, angenommen; ein wichtiger und nicht zu unterschätzender Baustein für die angelsächsischen Kleinkönigreiche. Das aufblühende klerikale Schrifttum (für das 8. Jahrhundert besonders hervorzuheben sind die umfassenden Werke des gelehrten Geistlichen Beda Venerabilis), die Mission, die immer staatspolitische Berührungen und daher streckenweise symbiotische Züge aufwies, bildet den Abschluss der heidnischen angelsächsischen Zeit der Besiedlung und Konsolidierung und begleitet und fördert die Bildung dessen, was als „englisch“ identifiziert und verstanden wurde. Die Christianisierung der Angelsachsen ist ein Prozess, der das ganze 7. Jahrhundert umfasst: Sie begann 597 mit der Ankunft von Missionaren der römisch-katholischen Kirche unter Führung des Augustinus von Canterbury, des späteren ersten Erzbischofs von Canterbury, die von Papst Gregor dem Großen ausgesandt wurden und verstärkte sich durch die Ankunft von iro-schottischern Missionaren ab den 630er Jahren.

Das Runenalphabet, mit dem angelsächsisch geschrieben wurde, bevor die lateinische Schrift eingeführt wurde

Waren die ersten germanischen Übersiedler nach den Föderaten in ihrer Kultur nicht zu unterscheiden von den kontinentalen Stammesmitgliedern, so setzte gerade die Konsolidierung des 6.–7. Jahrhunderts im Gleichklang mit der iro-keltischen christlichen Mission die Schritte der kulturellen Transformation hin zur eigenständigen christlichen Kultur germanischer Prägung. Zur selben Zeit, als die Inselangeln und -sachsen neue Wege beschritten, verblieben die kontinentalen Verwandten in ihrem tradierten und gewohnten Kultus. Die eintretende Entfremdung war die natürliche Folge. An den Keramikfunden des 6. Jahrhunderts wird deutlich, wie sich mit der Form, insbesondere die sich verändernde Ornamentik bis zum Verlust sämtlicher Verzierungen bei Funden in Kent, die Menschen wandelten. Die sakrale Architektur und Formgebung, die bildlichen Darstellungen prägten und formten die Vorstellungen und den Sinn der Menschen für die Beherrschung der neuen christlichen Form mit dem unverkennbaren germanischen Erbe. Hinzu kommt der starke monastische Einfluss aus den Klöstern heraus auf die Alltagskultur der ländlichen Bevölkerung, beispielsweise in der qualitativen Verbesserung der landwirtschaftlichen Anbautechniken.

### Sprache und Schrift
Das Neuenglische gehört zum anglo-friesischen Zweig der westgermanischen Sprachgruppe. Die drei ethnischen Hauptteile der Angelsachsen sind sprachlich deshalb eng verwandt, da sie der kontinentalgermanischen ingväonischen Kultgruppe angehörten oder entstammten.
Altenglisch, das dem Altsächsischen ähnlich ist, stellt demnach eine wesentliche Wurzel der englischen Sprache dar. Trotz 1500-jähriger unterschiedlicher Entwicklung, sind Gemeinsamkeiten zwischen dem Englischen und dem Niederdeutschen, das sich aus dem Altsächsischen entwickelt hat, noch zu erkennen.

### Angelsächsische Kunst
Galt die Zeit der Angelsachsen bezüglich ihrer Kunst lange Zeit als Dark Age, so hat vor allem der Grabfund von Sutton Hoo Ende der 1930er Jahre in Wissenschaftskreisen Aufmerksamkeit erregt, denn hierbei kamen sowohl in handwerklicher Hinsicht als auch in künstlerischer Hinsicht äußerst qualitätvolle Dinge zutage.

### Religiöse Bekenntnisse

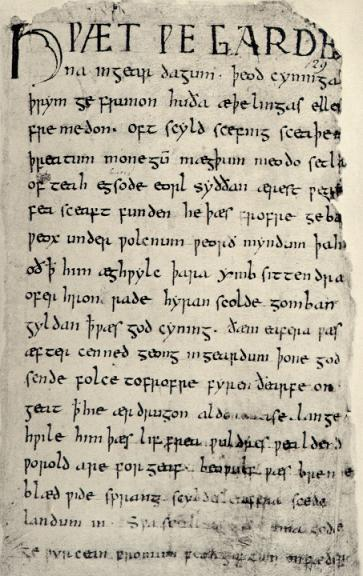
Erste Seite der Beowulf-Handschrift

#### Heidnische Religion
Die heidnische Periode der Germanen in Britannien dauerte etwa 150 Jahre (ab Mitte des 5. Jahrhunderts betrachtet). Im Wesentlichen führten die ersten Siedler ihren gewohnten religiösen Ritus wie in der alten Heimat fort. Der Ortsnamenforschung zufolge wurden als Hauptgottheiten dieselben verehrt, wie sie für die kontinentalen Sachsen (niedergermanische Stämme) im sächsischen Taufgelöbnis der karolingischen Zeit aufgezählt wurden: Tíw, Þunor und Wóden. Gleichfalls wurde der Kult und die Verehrung von Muttergottheiten, vergleichbar den Matronen der römischen Niederrhein-Region, praktiziert. Kultisch-magische Orte wie Quellen, markante Steine/Felsen und Bäume wurden für öffentliche wie private Opferriten genutzt, Orte mit ehemaliger keltischer Nutzung übernommen. In Verbindung mit dem religiös-kultischen Ritus stehen auch die Vorstellungen von Dämonen/Geisterglauben, Wesen der niederen Mythologie wie Feen, Riesen und anderen. Fragmente beziehungsweise nur spärliche Hinweise aus späterer christlicher Dichtung lassen Rückschlüsse auf die örtlichen heidnischen Vorstellungen zu.
Mythische Sagen als solche sind, abgesehen vom Epos Beowulf, nicht überliefert. Falls es sie gegeben hat, sind sie verloren gegangen. Lediglich die Abstammungssage (siehe Origo gentis) der Angelsachsen ist durch Beda erhalten. Er berichtet, dass die Sachsen vom britischen König Vortigern gerufen wurden und mit drei Schiffen unter dem mythischen Brüderpaar Hengest und Horsa an der Küste Britanniens anlandeten. Diese Art von Herkunftssagen sind auch bei den Goten oder Langobarden verbreitet, Tacitus berichtete in der Germania (Kap. 2) von der mythischen Abstammung der Germanen.

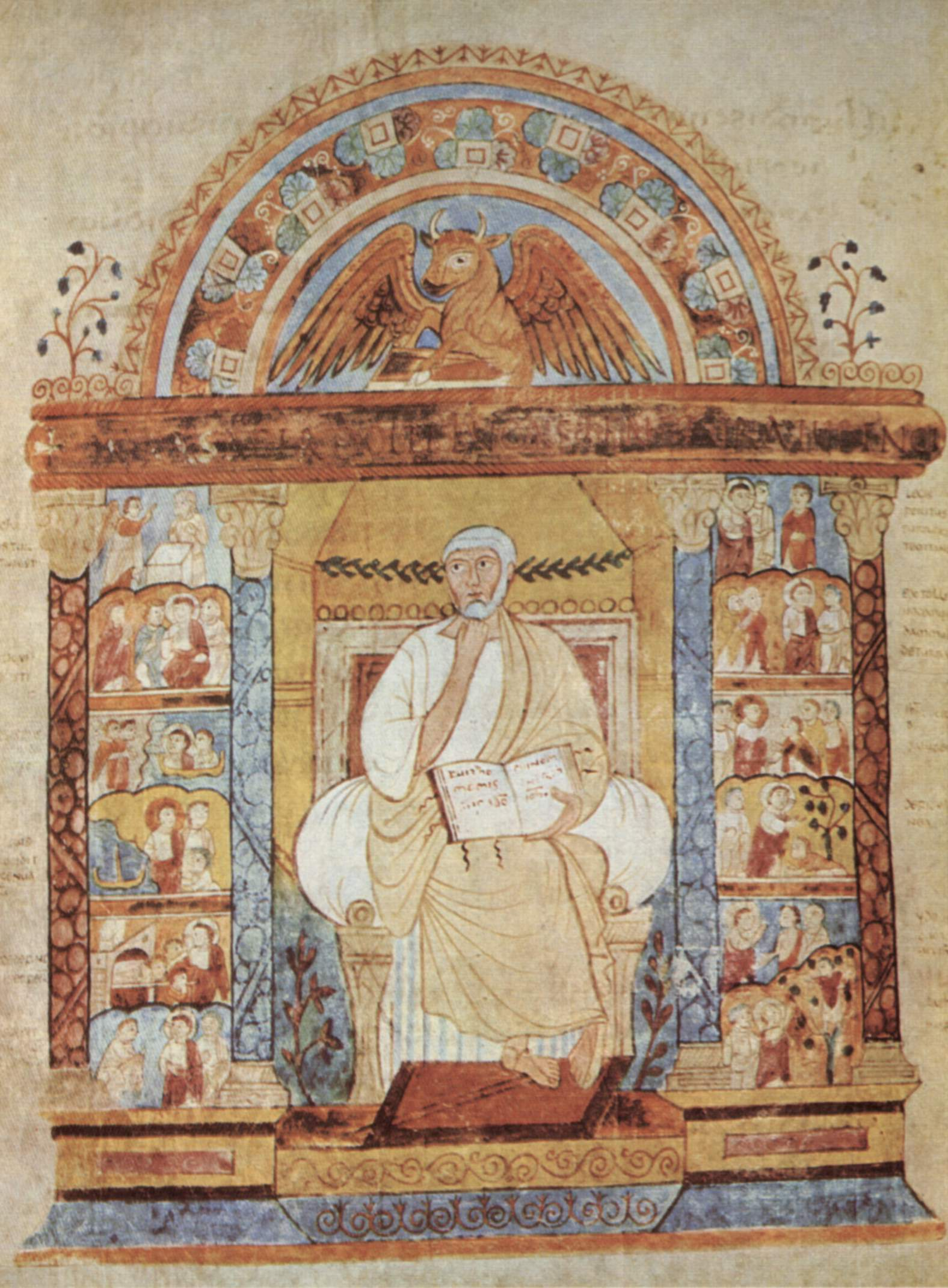
Buchmalerei, in Rom entstanden, Evangeliar des Missionarmönchs Augustin, der 596 von Papst Gregor nach Canterbury zur Bekehrung der Angelsachsen gesandt wurde

#### Christianisierung
Die Christianisierung begann um 597 mit der Entsendung von 40 Missionaren durch Papst Gregor den Großen und dem Ausbau respektive der Reorganisation der englischen Kirche durch Erzbischof Theodor von Canterbury, welche Ende des 7. Jahrhunderts – im Gegensatz zum Festland – weitgehend abgeschlossen war. Sie bildet den eigentlichen Abschluss der angelsächsischen Phase in Bezug auf die kontinentale und pagane Herkunft in Verbindung mit dem Entstehen der frühenglischen Gesellschaft beziehungsweise einer beginnenden englischen Identität. Die diesbezüglich bei weitem wichtigste Quelle ist Bedas umfassende Historia ecclesiastica gentis Anglorum. Die Angelsachsen hatten zuvor mehrere Königreiche gebildet (Heptarchie). Die Hinwendung zum Christentum war wie anderen Ortes im germanischen Kulturraum und immer eine Frage der machtpolitischen Opportunität der herrschenden angelsächsischen Adelsschicht. Im Volk erhielten sich die heidnischen Brauchtümer und wurden von klerikaler Seite aus geduldet und teilweise bei empfundener Kompatibilität im kirchlichen Kultus übernommen. Wie überall im germanischen Kontext wurden ebenfalls ehemalig pagane Kultorte in christliche umgewandelt durch die Errichtung von Kapellen und die organisatorische Einsetzung von Kirchspielen um diese Orte.